# Soudal–Quick-Step
Soudal–Quick-Step (kód UCI: SOQ) je belgický cyklistický tým, účastnící se závodů UCI World Tour v silniční cyklistice. Založen byl v roce 2003 a od té doby nesl různé varianty názvů dle svých sponzorů. V letech 2016 a 2017 jezdil v týmu Němec Marcel Kittel, který roku 2016 vyhrál závod Dubai Tour. Tým dosáhl v roce 2018 s celkovým součtem výsledků svých jezdců (přes 13 000 bodů) prvenství v týmové klasifikaci dle žebříčku UCI.
Členem stáje byl v letech 2011 až 2022 český cyklista Zdeněk Štybar. Později se v týmu objevili také Josef Černý (od 2021) a Jan Hirt (od 2023).

## Soupiska týmu
K 17. lednu 2024
- Julian Alaphilippe (FRA) (* 11. června 1992)
- Kasper Asgreen (DEN) (* 8. února 1995)
- Ayco Bastiaens (BEL) (* 3. června 1996)
- Mattia Cattaneo (ITA) (* 25. října 1990)
- Josef Černý (CZE) (* 11. května 1993)
- Remco Evenepoel (BEL)  (* 25. ledna 2000)
- Gil Gelders (BEL) (* 16. prosince 2002)
- Jan Hirt (CZE) (* 21. ledna 1991)
- Antoine Huby (FRA) (* 19. ledna 2001)
- James Knox (GBR) (* 4. listopadu 1995)
- Yves Lampaert (BEL) (* 10. dubna 1991)
- Luke Lamperti (USA) (* 31. prosince 2002)
- Mikel Landa (ESP) (* 13. prosince 1989)
- William Junior Lecerf (BEL) (* 15. října 2002)
- Paul Magnier (FRA) (* 14. dubna 2004)
- Fausto Masnada (ITA) (* 6. listopadu 1993)
- Tim Merlier (BEL) (* 30. října 1992)
- Gianni Moscon (ITA) (* 20. dubna 1994)
- Casper Pedersen (DEN) (* 15. března 1996)
- Pepijn Reinderink (NED)  (* 4. května 2002)
- Pieter Serry (BEL) (* 21. listopadu 1988)
- Martin Svrček (SVK) (* 17. února 2003)
- Bert Van Lerberghe (BEL) (* 29. září 1992)
- Ilan Van Wilder (BEL) (* 14. května 2000)
- Warre Vangheluwe (BEL) (* 23. července 2001)
- Mauri Vansevenant (BEL) (* 1. června 1999)
- Louis Vervaeke (BEL) (* 6. října 1993)
- Jordi Warlop (BEL) (* 4. června 1996)